# Nate Tubbs
Nate Tubbs (* 1. Dezember 1964 in Cincinnati, Ohio) ist ein Schwergewichtsboxer und Bruder des ehemaligen Schwergewichtsweltmeisters Tony Tubbs.

## Profikarriere
Nate begann seine Profikarriere 1987, bald darauf wurde man auf ihn aufmerksam und er wurde Sparringpartner von Mike Tyson. Als Höhepunkt seiner Karriere gilt der Kampf gegen den zu diesem Zeitpunkt ungeschlagenen Corrie Sanders am 20. Mai 1994, den er durch KO in der zweiten Runde gewann.
Nachdem er 1998 zwei K.-o.-Niederlagen in Folge erlitten hatte, zuletzt gegen David Tua, bestritt er vorerst keine Kämpfe mehr als Profi und blieb für 7 Jahre inaktiv. Am 15. Oktober 2005 kehrte er im Alter von 40 Jahren noch einmal in den Ring zurück; den Kampf gegen Mike Middleton gewann er durch technischen K. o. in der ersten Runde.